# Nowosiergiejewka (centrum sielsowietu w obwodzie kurskim)
Nowosiergiejewka (ros. Новосергеевка) – wieś (ros. деревня, trb. dieriewnia) w zachodniej Rosji, centrum administracyjne sielsowietu kołpakowskiego w rejonie kurczatowskim obwodu kurskiego.

## Geografia
Miejscowość położona jest nad rzeką Ralutin, 19,5 km od centrum administracyjnego rejonu (Kurczatow), 52 km od Kurska.
W granicach miejscowości znajdują się 93 posesje.

## Demografia
W 2010 r. miejscowość zamieszkiwały 263 osoby.